# Matua
Matua (russisch Матуа; jap. 松輪島, Matsua-tō) ist eine zu Russland gehörende Insel der zentralen Kurilengruppe. Ihre Fläche beträgt 52 km². 30 km südwestlich liegt Rasschua (羅処和島, Rasutsua-tō), 18 km nordöstlich die kleine Insel Raikoke (雷公計島, Raikoke-tō).
Administrativ gehört die Insel Matua zur Oblast Sachalin.
Nahe der Nordwestspitze der Insel liegt der Schichtvulkan Sarytschew, einer der aktivsten Vulkane der Kurilen mit einer Höhe von 1496 m. Nach 20-jähriger Ruhephase erfolgte am 12. Juni 2009 ein heftiger Ausbruch.

## Tourismus
Die Insel wird von Zeit zu Zeit von Kreuzfahrtschiffen besucht.